# Zbąszynek
Zbąszynek [zbɔ̃ˈʂɨnɛk], tyska: Neu Bentschen, är en stad i västra Polen, belägen i distriktet Powiat świebodziński i Lubusz vojvodskap. Tätorten hade 5 063 invånare år 2014 och är centralort i en kommun med totalt 8 369 invånare samma år.

## Historia
Orten grundades i början av 1920-talet efter att den närbelägna staden och järnvägsknuten Zbąszyń (Bentschen) genom Versaillesfreden tillfallit Polen. Gränsen nu gick väster om den gamla staden och den befintliga stationen på järnvägen Berlin – Poznań, där sidolinjerna från Landsberg an der Warthe och Guben anslöt till stambanan. Detta gjorde att tre gränsövergångar nu behövdes, vilket de befintliga stationerna inte var dimensionerade för. 

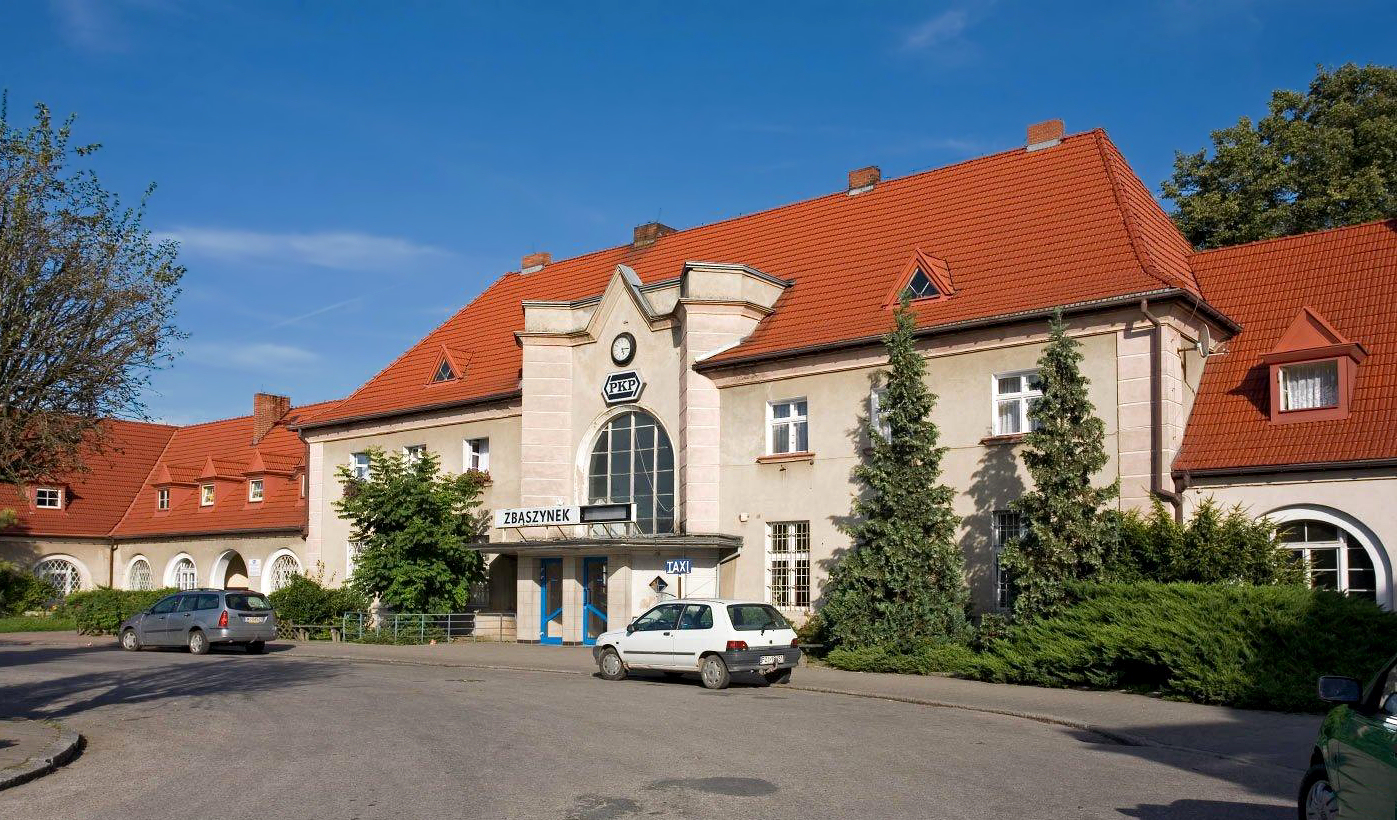
Järnvägsstationen, uppförd 1923.

Järnvägarna leddes därför om till en ny gemensam gränsövergång, och på den tyska västra sidan av den nya gränsen skapades en ny järnvägsknut som kallades Neu Bentschen. Då det inte fanns någon större ort på den tyska sidan, med tillräckligt med bostäder för de många anställda vid Deutsche Reichsbahn, skapades en bosättning för järnvägsanställda, tullare och posttjänstemän. Under Weimarrepubliken uppfördes även offentliga byggnader som skolor, kyrkor, bibliotek och förvaltningslokaler, och orten hade växt till omkring 1 800 invånare år 1933.
År 1938 avvisade Nazityskland ett stort antal judar med polska medborgarskap till Polen genom Polenaktion. De polska myndigheterna vägrade dock de judiska medborgarna inresa, och omkring 15 000 personer tvingades slå läger i Neu Bentschen under svåra förhållanden i flera veckor. I staden fanns två tvångsarbetsläger under andra världskriget. Efter krigsslutet 1945 blev orten polsk och förlorade därmed sin roll som gränsövergång, men blev nu istället en viktig järnvägsknut inom Polen. Samma år blev orten stad under namnet Zbąszynek, en diminutivform av grannorten Zbąszyńs namn. Orten var del av Zielona Góras vojvodskap 1975-1998 och tillhör sedan 1999 det då skapade Lubusz vojvodskap.

## Kommunikationer

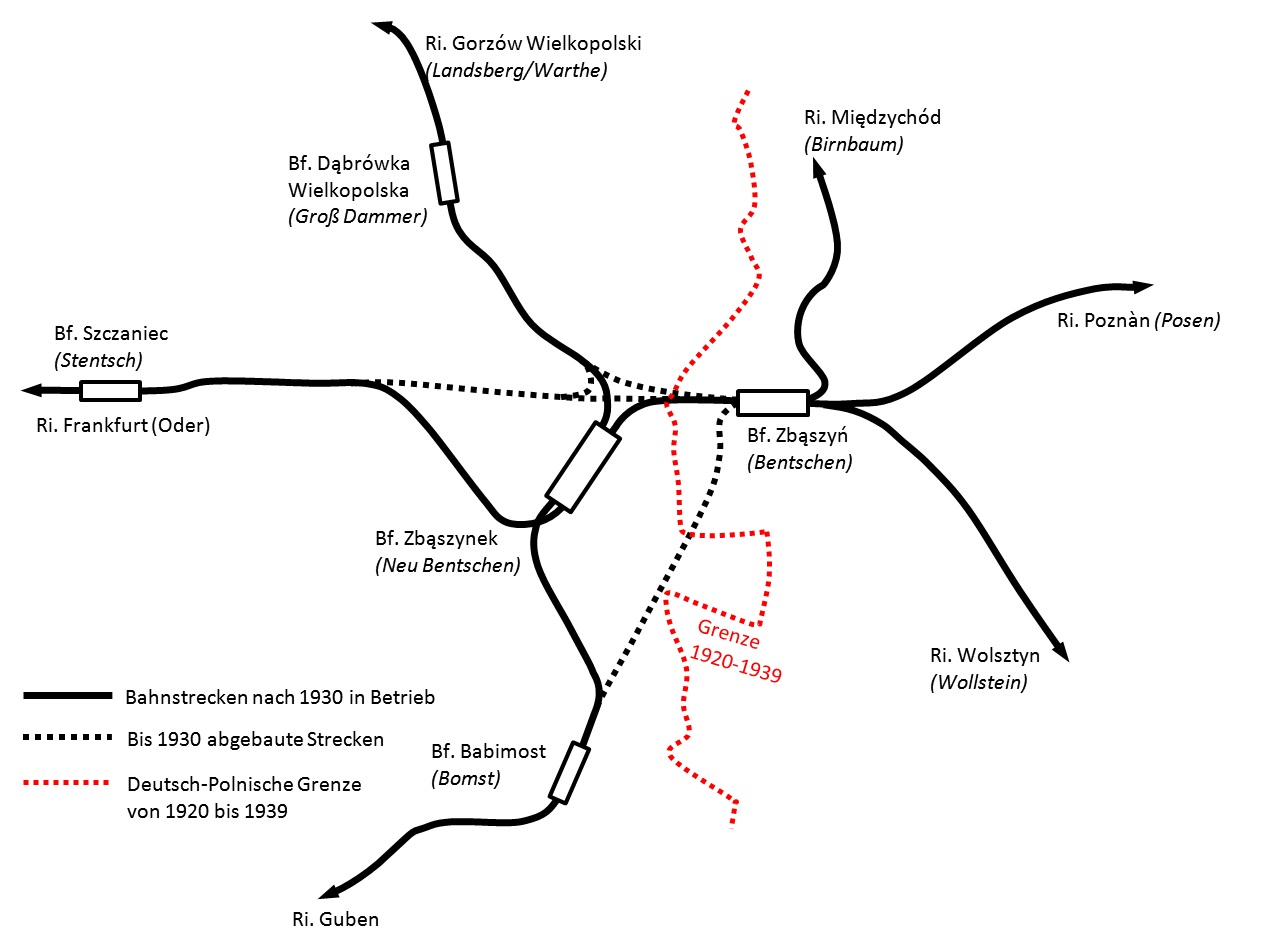
Järnvägslinjer från staden. Sträckning före 1930 streckad. Röd linje visar den tidigare nationsgränsen under mellankrigstiden.

Zbąszynek är en viktig järnvägsknut i västra Polen med förbindelser i riktning mot:
- Poznań - Warszawa
- Bydgoszcz - Gdynia
- Świebodzin -Rzepin - Frankfurt an der Oder - Berlin
- Sulechów - Zielona Góra
- Zbąszyń - Wolsztyn - Leszno
- Międzyrzecz - Skwierzyna - Gorzów Wielkopolski.

Staden ligger omkring elva kilometer söder om motorvägen A2 (E30).